# Julio Capote
Julio Capote (Cuba, 22 de octubre de 1932 - Miami, 8 de agosto de 2023)fue un actor de televisión cubanovenezolano. Trabajó principalmente en telenovelas.

## Telenovelas
- 2011: El Amor de Raúl como Don Mamuelo. Id Red Canal Television.
- 2010: Sacrificio de mujer como Heriberto. Venevisión.
- 2010: Pecadora como Eladio. Venevisión.
- 2009: Alma indomable como Ramón Olivares. Venevisión.
- 2008: Amor comprado como Jeremías. Venevisión.
- 2007: Isla Paraíso como Don Casildo. Venevisión.
- 2007: Acorralada como Lorenzo. Venevisión.
- 2006: Mi vida eres tú como Lucas Malpica. Venevisión.
- 2006: Olvidarte jamás como Salvador "Chema". Venevisión.
- 2005: Soñar no cuesta nada como Pedro. Venevisión.
- 2004: Ángel rebelde como Rudenciño "Gallego" Ontiveros. Venevisión.
- 2003: Rebeca como Padre Alfredo. Venevisión.
- 2002: Gata salvaje como Samuel Tejar. Venevisión.
- 2002: Los Hombres de Juana como Don Rodrigo Rodríguez Fernández Sotomayor. Id Red Canal Television.
- 2002: La Mujer que estoy esperando como Padre Rosendo. Id Red Canal Television.
- 2002: Una Mujer que busca amor como Padre José Rodríguez. Id Red Canal Television.
- 2001: Secreto de amor como Juez. Venevisión.
- 1998: Samantha como Rosendo. Venevisión.
- 1996: Mariela (telenovela de 1996) como Mario Lucrecio Fernández. Id Red Canal Television.
- 1996: Sol de tentación como Padre Felicio. Venevisión.
- 1994 - 1995: Como tú ninguna como Señor del Mar. Venevisión.
- 1992: Cara sucia como Fermín. Venevisión.
- 1991: Mundo de fieras como Gonzalo. Venevisión.
- 1990: Adorable Mónica como Mario. Venevisión.
- 1990: Pasionaria como Mauricio Mancera. Venevisión.
- 1986: Atrévete. RCTV.
- 1984: Topacio como Doctor Peralta. RCTV.
- 1984: Azucena como Francisco Itriago. RCTV.
- 1983: Leonela como Pacheco. RCTV.
- 1982: La goajitita como Sebastián Quintana. RCTV.
- 1973: Raquel como Pablo. RCTV.
- 1972: La doña como Tomás. RCTV.
- 1972: Lucecita como Ricardo. Venevisión.
- 1971: Bárbara como Raúl. RCTV.
- 1971: La usurpadora como Donatelli. RCTV.
- 1970: Cristina como detective. RCTV.
- 1968: María Mercé, La Chinita. Venevisión.
- 1957: Mariana de la Noche como el detective Rubén. Id Red Canal Television.
- 1954: La rosa blanca como José Julián Martí Pérez de joven.
- 1954: Golpe de suerte.
- 1950: La mesera coja del café del puerto como Ricardo.

## Vida personal
Conoció a la madre de sus hijas llamada Leyla Abdel en Caracas (Venezuela). Poco después se casaron.
El padre de las actrices Tatiana Capote Abdel y Marita Capote Abdel. Su hija mayor es Marita Capote Abdel mientras que Tatiana Capote Abdel es la menor de sus dos hijas.
Abuelo de la actriz Taniusha Mollet, hija de su hija Tatiana Capote y Pedro Mollet.